# The Purifiers
The Purifiers è un film del 2004 diretto da Richard Jobson.

## Trama
Bande di strada difendono i propri territori dagli estranei con le loro abilità nelle arti marziali.